# Гастон Орлеанський
Гастон Орлеанський (фр. Gaston Jean Baptiste de France, duc d'Orléans; 25 квітня 1608 — 2 лютого 1660) — політичний та військовий діяч Французького королівства, інтриган та гульвіса, принц крові, герцог Анжуйський (1608—1626), герцог Орлеанський (1626—1660).

## Життєпис
Належав до династії Бурбонів. Молодший син французького короля Генріха IV та Марії Медічі. Отримує титули герцогів Анжуйського і Алансонського. 1610 року гине його батько. 1611 року після смерті свого брата Ніколя стає першим у порядку спадкування з титулом Месьє (зазвичай давали братові короля, що не мав спадкоємця).
1626 року стає герцогом Орлеанським і Шартрським. На той час його двір став центром інтриг проти брата — короля Людовика XIII та першого міністра-кардинала Рішельє. У 1628 році він номінально командував армією в облозі Ла-Рошелі до приходу Людовика XIII. У 1630 році брав участь у повстанні герцога Генріха II де Монморансі-Дамвіля. На чолі армії найманців він закликав королівство до повстання, перш ніж втекти до Лотарингії після поразки Генріха II де Монморансі під Кастельнодарі. За ініціативи свого сповідника, ораторія Шарля де Кондрена, 18 квітня 1630 року примирився з королем у Труа. У 1631—1632 роках вів інтриги в Лотарингії і опублікував політичний маніфест проти абсолютизму. Знову підтримав виступ Монморансі, якому не надав якоїсь допомоги, внаслідок чого того було страчено.
1634 року підтримав заколот графа Людовика Бурбон-Суасона. Наступного року перейшов на бік Людовика XIII. У 1636 році діяв проти іспанців у Пікардії, зокрема восени того ж року був учасником облоги Корбі, де засіла іспанська залога. У 1638 році несподіване народження дофіна (майбутнього Людовика XIV) позбавило його рангу першого спадкоємця корони. Він втрачає свій фінансовий кредит і не може продовжувати ні розширення замку Блуа, ні реставрацію замку Шамбор, за яку він взявся. У 1642 році змова Сен-Марса, яка мала на меті зробити Гастона генерал-лейтенантом королівства, провалюється через фактичну зраду самого Гастона під тиском Рішельє.
Помираючи, Людовик XIII призначає його губернатором і генерал-лейтенантом Лангедоку. Після смерті Людовика XIII Гастон де Франс був призначений генерал-лейтенантом королівства та головою рад. Але зрештою регентка Анна Австрійська перемогла в Паризькому парламенті та взяла кермо влади за підтримки свого коханця — кардинала Джуліо Мазаріні. Проте Гастон зберіг статус командувача військами. Він підкорив частину графства Фландрія, включаючи місто Гравелін 28 липня 1644 року та Бетюн, потім у 1645 році Бурбур, Арментьєр, Куртре та Мардік.
Маючи звання генерал-лейтенанта королівства та популярність у Паризькому парламенті, під час Фронди він прагнув підтримувати політику умиротворення між сторонами. З липня по листопад 1650 року керував в Парижі під час офіційного візиту в провінцію молодого короля Людовика XIV. Утім 1652 року Мазаріні заслав Гастона до його замку в Блуа (з наданням титулу герцога Валуа), де той помер 1660 року. Його поховали в базиліці Сен-Дені.

## Характер
Створив групу придворних і друзів, з якими вів розгульний спосіб життя (його називають азартним гравцем і любителем жінок). Низка дослідників розглядає його як очільника розпусників того часу, одним із хобі яких були застільні пісні, еротичні вірші та непристойні, часто бісексуальні вечірки.

## Відгомін імені
У замку Блуа у крилі Гастона Орлеанского є Муніципальна бібліотека і два виставково-концертних зали.